# Tomismo Analítico
Tomismo Analítico é um movimento filosófico que promove o intercâmbio de ideias entre o pensamento de Santo Tomás de Aquino (incluindo a filosofia relacionada ao seu pensamento, chamada de Tomismo) e a moderna Filosofia analítica.
O filósofo escocês John Haldane foi o primeiro a utilizar o termo no início da década de 90 sendo, desde então, um dos principais proponentes desse movimento. De acordo com Haldane, "o Tomismo analítica pretende estabelecer uma mútua relação de estilos e preocupações da recente filosofia inglesa e as ideias e interesses compartilhados por Santo Tomás e seus seguidores".

## História
O moderno reavivamento do pensamento aquinate pode se remontar ao trabalho de tomistas do meio do século XIX, como Tommaso Maria Zigliara, Josef Kleutgen, Gaetano Sanseverino e Giovanni Maria Cornoldi. Esse movimento ganhou grande força por causa da Encíclica Aeterni Patris do [[Papa Leão XIII] de 1879. Na primeira metade do século XX, Édouard Hugon, Réginald Garrigou-Lagrange, Étienne Gilson, e Jacques Maritain, entre outros, atendendo ao chamado de Leão XIII para um reavivamento tomista. . Gilson e Maritain (em particular) ensinaram e ministraram aulas por toda a Europa e Norte da América, influenciando uma geração de anglófonos. Alguns destes começaram, então, a tentar harmonizar o Tomismo com as mais variadas tendências da filosofia contemporânea.
Similarmente, o Círculo da Cracóvia na Polônia se valeu de lógica matemática para apresentar o Tomismo, que o Círculo jugou ter "um corpo estruturado de proposições relacionadas em significado e em assunto, e conectadas por relações lógicas de compatibilidade e incompatibilidade, vinculação, etc."  O círculo foi considerado "a mais significante expressão do pensamento católico entre as duas Guerras mundiais".

## Recente recepção filosófica de Santo Tomás
Na metade do século XX, o pensamento de Santo Tomás entrou em diálogo com a tradição analítica por meio do trabalho de G. E. M. Anscombe, Peter Geach e Anthony Kenny. Anscombe foi aluna de Ludwig Wittgenstein e sua sucessora na Universidade de Cambrdige. Ela se casou com Geach, ele mesmo um consumado lógico e filósofo da religião. Geach se converteu ao Catolicismo Romana enquanto estudava em Oxford, Anscombe havia se convertido antes, e ambos foram instruídos na Fé em Oxford pelo Dominicado Richard Kehoe, que recebeu a ambos na Igreja antes de um se encontrar com outro. Kenny, um ex-padre e católico, tornou-se um proeminente filósofo na Universidade de Oxford e ainda é considerado por alguns um promotor de Santo Tomás (Paterson & Pugh, xiii-xxiii), embora negue algumas doutrinas tomistas básicas, tornando duvidosa essa asserção. 
Anscombe e outros como Alasdair MacIntyre, Philippa Foot e John Finnis, podem ser amplamente creditados pelo reavivamento da ética da virtude em teoria de análise moral e direito natural em jurisprudência. Ambos movimentos se fundam em Santo Tomás

## Tomistas analíticos notáveis
Filósofos trabalhando na intersecção do Tomismo com a filosofia analítica incluem:
- David Braine
- John C. Cahalan (pesquisador independente)
- Brian Davies OP (Fordham)
- Gabriele De Anna (Udine) (Bamberg)
- Edward Feser
- John Finnis (Oxford)
- Peter Geach (falecido)
- John Haldane (St Andrews) (Baylor University)
- Jonathan Jacobs (Colgate)
- Anthony Kenny (Oxford)
- Fergus Kerr OP (Oxford)
- Gyula Klima (Fordham)
- Norman Kretzmann
- John Lamont
- Elizabeth Anscombe (falecida)
- Anthony J. Lisska (Denison)
- Alasdair MacIntyre (Notre Dame)
- Bruce D. Marshall (Southern Methodist Univ)
- William Marshner (Christendom)
- Christopher Martin (St Thomas, Houston)
- Cyrille Michon (Nantes, France)
- Mark Murphy (Georgetown)
- Herbert McCabe
- John P. O'Callaghan (Notre Dame)
- Robert Pasnau (CU Boulder)
- Craig Paterson (pesquisador independente)
- Roger Pouivet (Nancy, France)
- Alexander Pruss (Baylor University)
- Matthew S. Pugh (Providence College)
- Eleonore Stump (Saint Louis)
- Thomas Sullivan and Sandra Menssen (University of St. Thomas, MN)
- Stephen Theron, Denys Turner (Yale), Michael Thompson (Pittsburgh)
- Giovanni Ventimiglia (Lugano, Switzerland)
- James Madden (Benedictine College)
- Jeffrey Brower (Purdue University)
- Andrew Jaeger (Benedictine College)
- Robert Alspaugh (St. Anselm's Abbey School)

### Citações
1. ↑  Haldane 2004, p. xii.
2. ↑  Paterson & Pugh 2006, pp. xiii-xxiii.
3. ↑  Simons 2003, pp. 281-297.
4. ↑  Murawski 2014, pp. 359-376.

### Mais leituras
- Alfred Freddoso, Two Roles for Catholic Philosophers
- Brian J Shanley, OP, The Thomist Tradition (Dordrecht/Boston/London: Kluwer, 2002).
- Entries by Stephen Theron in Haldane (ed.) (1997) and Paterson & Pugh (eds.) (2006).
- Entries by Shanley and John Knasas in Paterson & Pugh (eds.) (2006).
- «Tomismo analitico» [Analytical Thomism] (em espanhol)

- John C. Cahalan, Causal Realism: An Essay on Philosophical Method and the Foundations of Knowledge (Routledge, 1985)

- Copleston, F.C. (1955). Aquinas. [S.l.]: Penguin

- John Finnis, Aquinas: Moral, Political, and Legal Theory (Oxford, 1998).

- John Haldane (ed.), "Analytical Thomism" volume of Monist 80 (4) October, 1997.

- Haldane, John (1999). «Thomism and the Future of Catholic Philosophy.». New Blackfriars. 80 (938): 158–169. ISSN 0028-4289. doi:10.1111/j.1741-2005.1999.tb01656.x

- Kerr, Fergus (2004). «Aquinas and Analytic Philosophy: Natural Allies?». Modern Theology. 20 (1): 123–139. ISSN 0266-7177. doi:10.1111/j.1468-0025.2004.00245.x

- Anthony J Lisska,Aquinas's Theory of Natural Law: An Analytic Reconstruction (Oxford: New York, 1996).

- Pérez de Laborda, Miguel, "El tomismo analítico", Philosophica: Enciclopedia filosófica on line 2007

- Roger Pouivet, Après Wittgenstein, saint Thomas (PUF, 1997).

- Ventimiglia, Giovanni (2012). To be o esse? La questione dell’essere nel tomismo analitico [To be or them? The question of being in analytic Thomism]. Rome: Carocci